# Rudolf Floris Carel de Bruijn
Rudolf Floris Carel de Bruijn (Zwolle, 2 april 1855 - Gorinchem, 10 maart 1915) was burgemeester van Valkenburg van 1881 tot 1895 en van Gorinchem van 1 april 1895 tot 10 maart 1915, waar hij werd opgevolgd door Egbertus Gerrit Gaarlandt. De Bruijn was Officier in de Orde van Oranje-Nassau.

## Leven
De Bruijn werd geboren uit het huwelijk tussen Hendrik Elias de Bruijn, ritmeester van het 2e regiment Dragonders en Elisabeth Anna Maria baronesse Bentinck van Schoonheten, zij trouwden in 1851 na het overlijden van de eerste echtgenoot van Elisabeth Anna Maria.
Hij trouwde op 27 juli 1882 in 's-Hertogenbosch met Johanna Philippina Heitz, geboren op 20 januari 1861 in Terneuzen. Het echtpaar kreeg twee kinderen: een dochter Elisabeth Anne Maria (geboren 1 november 1885) en een zoon Philip Rudolf Floris Carel (19 augustus 1888). Beiden werden geboren in Katwijk.
Begin jaren 80 van de 19e eeuw werd De Bruijn benoemd tot burgemeester van Valkenburg. In 1895 werd hij burgemeester van Gorinchem, waar hij op 3 april 1895 bij een openbare raadsvergadering geïnstalleerd werd.
In 1905 was hij lid van de Gorinchemse commissie voor Russische Joden.
Bij de viering van de verjaardag van Wilhelmina der Nederlanden op 31 augustus 1910 werd De Bruijn benoemd tot Officier in de Orde van Oranje-Nassau.
In 1913 werd hij bestuurslid van de gelijktijdig opgerichte vereniging Vereeniging Slot Loevenstein. De vereniging had als doel Slot Loevestein zoveel mogelijk te herstellen naar zijn oorspronkelijke toestand.
Rudolf Floris Carel de Bruijn overleed in 1915; zijn vrouw Elisabeth Anne Marie overleed in 1922.

## Vernoemingen
In Valkenburg werd een straat naar hem vernoemd: de Burgermeester de Bruijnstraat.